# Michał Kruszona
Michał Kruszona (ur. 11 lipca 1964 w Poznaniu) – polski historyk kultury, pisarz, dyrektor Muzeum Zamek Górków w Szamotułach.

## Życiorys
Od dziecka związany z Szamotułami. W kręgu zainteresowań stawia obszary dialogu pomiędzy kulturami, stąd zainteresowanie kresami, a zwłaszcza wielokulturowością Karpat. Z wykształcenia historyk, muzeolog, absolwent UAM w Poznaniu, ukończył studia podyplomowe w Instytucie Etnologii i Antropologii Kulturowej UJ w Krakowie. Wcześniej zdobył zawód organizatora pomocy społecznej. Od 2005 roku jest dyrektorem Muzeum Zamek Górków w Szamotułach, w którym stworzył kolekcje współczesnego malarstwa polskiego malowanego na drewnie Jerzego Nowosielskiego, Tadeusza Brzozowskiego, Jarosława Modzelewskiego, Zbigniewa Makowskiego, Józefa Robakowskiego, Leona Tarasewicza i wielu innych polskich artystów. Wcześniej pracował jako nauczyciel historii, sprzedawca samochodów Citroën, dziennikarz „Głosu Wielkopolskiego”, oraz w Domu Pomocy Społecznej dla mężczyzn niepełnosprawnych umysłowo w Chojnie koło Wronek. Publikował między innymi w miesięcznikach: „Zwierciadło” i „W drodze”. Odbył przeszło trzydzieści podróży po Rumunii. Podróżuje w miejsca naznaczone przez historię, przez to mentalnie związany z Krakowem. Chętnie odwiedza Lwów, Trabzon, Tbilisi, ale także Jutlandię i Ugandę. Kultywuje tradycję pielgrzymowania do grobów i nekropolii.

## Nagrody
- Nagroda Bursztynowego Motyla im. Arkadego Fiedlera 2013 za książkę Czarnomorze. Wzdłuż wybrzeża w poprzek gór,
- nominacja do Nagrody Literackiej Europy Środkowej „Angelus” 2008 za Rumunia. Podróże w poszukiwaniu diabła.

## Twórczość
- Rumunia. Podróże w poszukiwaniu diabła[1],wyd. Zysk i s-ka, 2007
- Kulturalny atlas ptaków[2], wyd. Zysk i s-ka, 2008
- Huculszczyzna. Opowieść kabalistyczna[3], wyd. Zysk i s-ka, 2010
- Uganda. Jak się masz, Muzungu?[4], wyd. Zysk i s-ka, 2011
- Czarnomorze. Wzdłuż wybrzeża w poprzek gór, wyd. Zysk i s-ka 2012
- Kawior astrachański. Podróż kryminalno-kulinarna[5], Wydawnictwo Tamaryn, Edipresse Polska S.A, 2013
- „Karpaccy gospodarze: demony i wilki” w pracy zbiorowej: W kręgu humanistycznej refleksji nad turystyką kulturową[6], Poznań 2008
- Kraina ciorby w pracy zbiorowej: Ugryźć świat[7], wyd. National Geographic, 2008
- W roku 2009 wydał, opatrzony własnymi komentarzami, cykl grafik Williama Hogartha Kariera Nierządnicy[8].